# Frejus (azienda)
La Fréjus fu una delle prime fabbriche di biciclette italiana, fondata a Torino dal cavalier Emmo Ghelfi (1873-1967) nel 1896, inizialmente col nome Freyus, le cui officine erano situate nel cortile interno di Piazza Statuto, 11-13.
L'azienda assunse notorietà negli anni trenta, quando avviò il patrocinio a un omonimo gruppo ciclistico professionistico che sarebbe rimasto attivo fino al 1956. Con Fréjus gareggiarono prima della guerra un giovane Gino Bartali, al suo primo Giro d'Italia del 1935, e i ciclisti Giovanni Valetti, Olimpio Bizzi e Cino Cinelli; nel dopoguerra i principali alfieri furono invece Silvio Pedroni, Guido Messina, Angelo Conterno e Ferdi Kübler, il quale nel 1951 vinse il titolo mondiale su strada su ciclo Fréjus.
Nel 1948 le officine si ingrandirono, presso la sede di Via Buenos Aires/Piazza Pitagora, nel periferico quartiere Santa Rita di Torino. Tuttavia, quella sede durò poco. Il marchio era già in trattativa di vendita alla Legnano e, sul finire degli anni cinquanta, la produzione delle biciclette si concentrò soprattutto a Milano, in Corso Genova, 9.
Nel 1974 il marchio Fréjus sparì per qualche anno per essere quindi ceduto alla nota ditta Bianchi. Nel 1964, fu fondato a Torino un veloclub dedicato alla Fréjus, attivo ancora nel ventunesimo secolo. Il marchio Fréjus fu poi acquistato, nel 2006, dalle officine dei Fratelli Masciaghi di Monza.